# Silvestre Vélez de Escalante
Pour les articles homonymes, voir Escalante.
Silvestre Vélez de Escalante, mort en 1780, était un missionnaire franciscain, connu pour avoir exploré le sud-ouest des actuels États-Unis dans la seconde moitié du XVIIIe siècle.

## Biographie
Né à Treceño en Espagne, il rejoint à 17 ans l'Ordre des Franciscains et sert dans plusieurs missions avant d'être affecté vers 1775 à celle de Santa Fe ; elle est dirigée par Francisco Atanasio Domínguez qui partage avec Escalante un grand intérêt pour l'exploration. Escalante a déjà passé plusieurs années à visiter des villages Hopi et espère repérer une tribu mythique, issue d'Espagnols perdus dans le sud-ouest. Dominguez et lui souhaitent surtout découvrir une route de Santa Fe vers Monterey, en Californie. Le 27 juillet 1776, avec un capitaine à la retraite et cartographe expérimenté, Don Bernardo Miera y Pacheco et plusieurs autres compagnons, les deux hommes quittent Santa Fe et s'engagent dans une route qui doit leur permettre d'éviter les belliqueuses tribus Hopis : ils passent à travers le sud-ouest de l'actuel Colorado, dans l'actuel Utah qu'ils sont les premiers Blancs à traverser, découvrant le lac Utah, et retournant finalement par l'Arizona, sans avoir atteint leur objectif.
Escalante a tenu un journal très détaillé de ses explorations, relevant des informations topographiques, botaniques, zoologiques, mais aussi anthropologiques sur les nombreuses tribus indiennes rencontrées. Ce journal et les cartes dessinées ont eu une grande importance pour le gouvernement du Nouveau-Mexique et de la Californie. Une rivière, un désert, une ville dans l'Utah, deux écoles dans le Comté de Rio Arriba, au Nouveau-Mexique, sur la route de l'expédition, entre autres, sont nommés d'après Escalante.